# کاسارو
کاسارو (به ایتالیایی: Cassaro) یک کومونه در ایتالیا است که در استان سیراکوز واقع شده‌است.

## خصوصیات
کاسارو ۱۹٫۴ کیلومترمربع مساحت و ۸۵۹ نفر جمعیت دارد و ۵۶۰ متر بالاتر از سطح دریا واقع شده‌است.